# Хачин
Хачин (рус. Хачин) највеће је острво на језеру Селигер, на северозападу европског дела Руске Федерације. Административно припада Осташковском рејону Тверске области, а административни центар острва је село Волоховшчина.
Површина острва је око 30 км². Његова дужина у правцу север-југ је око 9 километара, односно у правцу запад-исток око 6 километара.
Острво је познато по великом богатству животињског света, и на њему обитавају медведи, лосови, дивље свиње, јазавци, даброви, лисице и угрожене сибирске воденкртице. Бројне су и птице мочварице.
На острву се налази укупно 13 језера од којих је највеће језеро Белоје-јужно са површином од око 35 хектара, на југу острва.
Источно од Хачина на острву Столобни налази се Нилова испосница, манастир Руске православне цркве.